# Волков, Александр Иванович (1917)
Александр Иванович Волков (1917—1944) — Герой Советского Союза, командир танка 326-го танкового батальона (117-я танковая бригада, 1-й танковый корпус, 6-я гвардейская армия, Прибалтийский фронт), лейтенант.

## Биография
Александр Иванович Волков родился в 1917 году на станции Нау в семье рабочего. Русский.
В Советской Армии с 1938. Окончил танковое училище. Член ВКП(б)/КПСС с 1944 года.
Участник Великой Отечественной войны; в действующей армии с августа 1944 года. Командир танка 326-го танкового батальона лейтенант Александр Волков 18 сентября 1944 года в бою в районе города Добеле (Латвия) вступил в бой с крупными силами врага, первым выстрелом поджёг танк, а двумя последующими — штурмовое орудие, затем ещё 2 танка врага. В ходе боя погибли заряжающий и пулемётчик. Волков был ранен, но продолжал вести бой и уничтожил ещё 1 вражеский танк.
19 сентября умер от ран на мызе Струпдегуни (Strupdeguņu) в хирургическом полевом передвижном госпитале № 5234. Похоронен в посёлке Вирцава Вирцавской волости Елгавского края Латвии.

## Награды
- Звание Героя Советского Союза присвоено 24 марта 1945 посмертно.
- Награждён орденом Ленина, орденом Красной Звезды и медалями.